# Blues Alive
Blues Alive je největší středoevropský festival zaměřený na bluesovou hudbu (s přesahy do jazzu, rocku a dalších příbuzných stylů). Koná se každoročně v severomoravském Šumperku v okrese Šumperk v polovině listopadu a vystupují na něm jak české a slovenské kapely, tak hosté z celého světa včetně mnoha amerických hudebních legend. Je členem The Blues Foundation, European Blues Union a České asociace festivalů.

## Historie
Festival založila roku 1996 Petra Matysová, produkční Domu kultury v Šumperku, spolu s ředitelem stejné instituce Vladimírem Rybičkou. Vznikl zprvu jako jednodenní akce, od třetího ročníku jako dvoudenní, přičemž se během následujících let ustálila jeho třídenní (výjimečně čtyřdenní) podoba. Během raných ročníků se kromě Šumperku jako hlavního centra festivalu konaly také partnerské "satelitní" koncerty v jiných městech, často dokonce i za hranicemi republiky (Polsko, Slovensko). Na prvních ročnících převládali interpreti z Čech a Slovenska, ale rostoucí prestiž akce dovolila zvát více zahraničních hudebníků zejména z kolébky blues Spojených států amerických, ale také z Velké Británie, Francie, Polska, Německa, Maďarska, Itálie, Austrálie, Finska, Kanady a dalších zemí. Neuskutečnil se pouze jediný ročník 2020, a to v důsledku opatření při pandemii koronaviru (proběhl však online přenos některých vystoupení). Od roku 2023 začaly hlavní koncerty probíhat současně na dvou scénách, tzv. Main stage a Jam stage.

## Dramaturgie
V roce 1999 se stal dramaturgem festivalu hudební publicista Ondřej Bezr. Organizátoři zvou na festival jak slavné legendy žánru, tak také mladé, méně známé interprety. První dramaturgická linie je vedena snahou představit ty největší aktivní hudební legendy, druhou je zachycení nejvýraznějšího současnějšího dění v žánru blues (např. čerství držitelé cen Grammy či Blues Music Awards). Třetím hlavním dramaturgickým směrem je pak snaha představit kvalitní nové talenty, a to jak z domácí scény, tak ze sousedních zemí jako je Polsko či Slovensko (festival organizuje vlastní talentovou vyhledávací soutěž Blues Aperitiv, jejíž vítězové dostávají šanci zahrát si v hlavním programu Blues Alive). Dlouholetým moderátorem akce se stal hudebník a publicista Marek Hlavica, příležitostně hudebníky uváděli také Ondřej Konrád nebo Michal Prokop. V roce 2018 festival též spolupořádal první český koncert amerického bluesmana Buddyho Guye (v Praze).

## Doprovodné akce

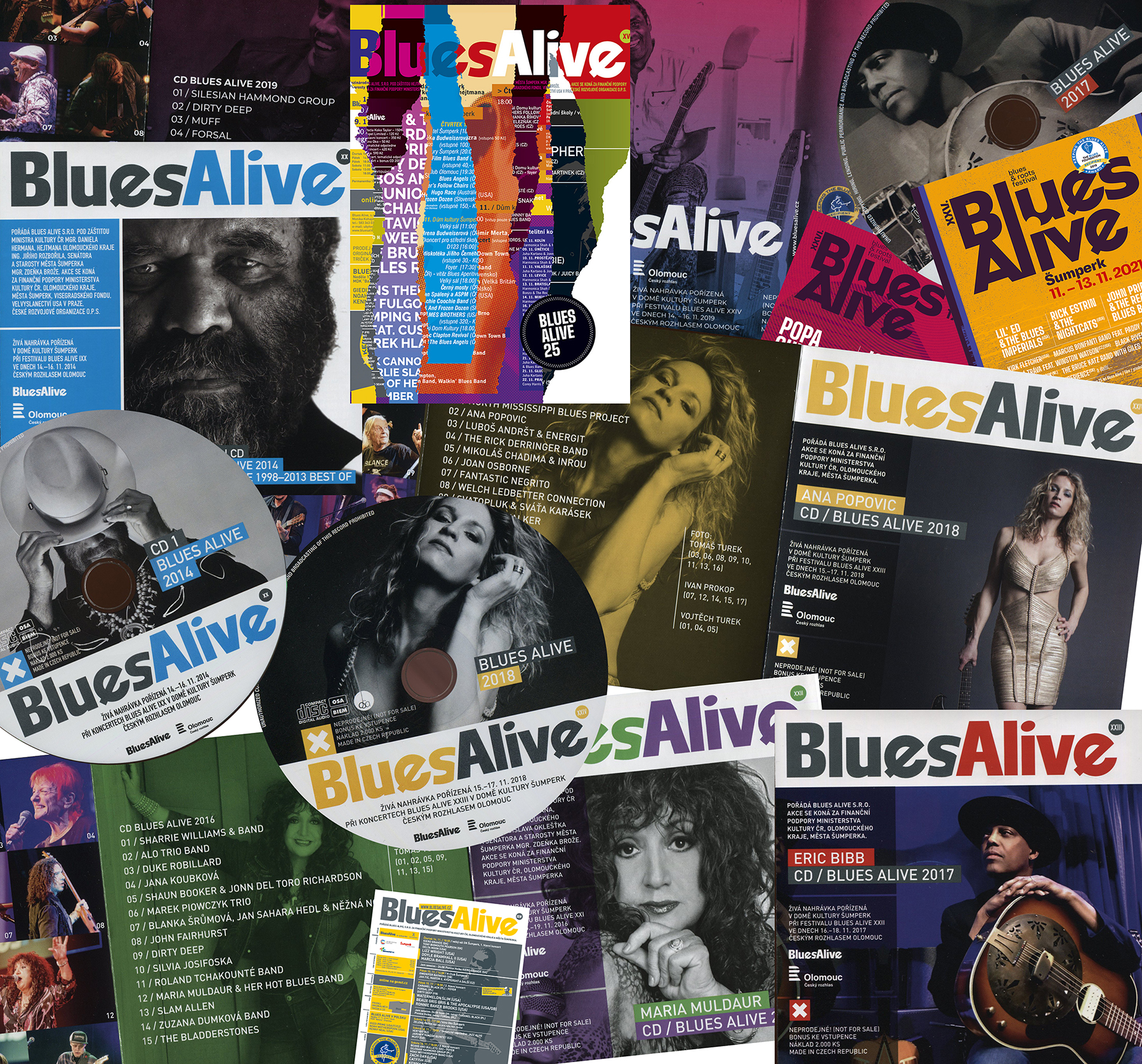
Merchandise Blues Alive

Součástí třídenního programu festivalu jsou jam sessions na dalších místech v Šumperku, také autogramiády, přednášky, křty publikací, výstavy či promítání filmů s hudební tematikou v místním kině. Do roku 2022 každoročně vycházel také průřez z předchozích koncertů na CD, které dostávali návštěvníci zdarma k zakoupeným vstupenkám. Festival má v místě konání obchod s vlastními reklamními předměty, tzv. merchandise. V roce 2021 Ondřej Bezr editorsky připravil knihu Blues Alive 25, která se ohlíží za čtvrtstoletím festivalu.

## Ocenění
Nejvýznamnější mezinárodní cena, která dodává festivalu světovou prestiž, je Keeping The Blues Alive Award udělená akci roku 2019 nadací The Blues Foundation v americkém Memphisu. V České republice je festival zařazen mezi prioritní akce Ministerstva kultury ČR, Olomouckého kraje i města Šumperka.

## Přehled ročníků a interpretů
Z české scény na festivalu vystoupili např. Michal Prokop, Luboš Andršt, Jiří Suchý, Vladimír Mišík, Ondřej Havelka, Bluesberry, Radim Hladík, Jan Hrubý, Michal Pavlíček, Vlastimil Třešňák, Vladimír Merta, Ivan Hlas, Jiří Schmitzer, Miroslav Kemel, Martin Kratochvíl & Jazz Q  nebo Jan Spálený. Ze světové scény patří k nejvýraznějším hostům např. Johnny Winter, Rick Derringer, Otis Taylor, Stan The Man, Maria Muldaur, Eric Bibb, Joe Louis Walker, Ana Popović, Lucky Peterson, Hugo Race, Low Society, Kenny Wayne Shepherd, Dirty Deep či Louisiana Red.
| Ročník | Termín                   | Hlavní hvězdy | Význační hosté |
| ------ | ------------------------ | --- | --- |
| 1      | 16. listopadu 1996       | Luboš Andršt Blues Band & Ramblin Rex (CZ, USA) | Ponorka Band (CZ), Lady I & Blues Birds (CZ), Pohromadě na přehradě (CZ), Tonny Blues Band & Mike Ballard, Bluesberry (CZ), Jiří Šlupka Svěrák (CZ), Jen Tak (CZ) ad. |
| 2      | 15. listopadu 1997       | East Blues Experience (DE), Bullfrog Blues (DE) | Acoustic Band (CZ), Moravia Big Band (CZ), Blues Messengers (CZ), Jan Spálený & ASPM (CZ), Vladimír Mišík & Etc... (CZ), Lady I & Blues Birds (CZ), Electric Blues Band (SK) |
| 3      | 20. – 21. listopadu 1998 | Johny Mars (USA), Pat Fulgoni (GB), Robert B. Jones (USA) | Moravia Big Band (CZ), Bluesweiser (SK), Jan Spálený & ASPM (CZ), Blues Station (CZ), Šavle meče (CZ), The Bluesmen (CZ), J. Sobotka, Josef "Pepa" Streichl a Blues Bazzar, Jan Litecký Šveda a Erich Procházka (SK), Vlasta Průchová a přátelé (CZ), Tonny Blues Band (CZ), Víťazný Traktor (SK), Žáha (CZ), Ramblin Rex (USA), Michal Prokop a Luboš Andršt Blues Band (CZ), Bullfrog Blues (DE) |
| 4      | 18. – 20. listopadu 1999 | 20 Miles (USA), P. Jones (USA), Michael Roach (USA), T-Model Ford (USA) | Retro Blues Alive, Moravia Big Band (CZ), Blues Mother-In-Low (SK), November 2nd (CZ), Lady I & Blues Birds (CZ), Blues Station (CZ), Michal Müller (CZ), Riverside Blues Trio, B. Houba, Luboš Andršt Blues Band a Michal Prokop (CZ), Hoochie Coochie Band (CZ) |
| 5      | 16. – 18. listopadu 2000 | Pat Fulgoni & Band (GB, CZ), Eb Davis & Blues Generation (USA, CZ), Ann Rabson (USA), Bob Log III (USA) | Svatopluk Karásek & Pozdravpánbů (CZ), Blues Station (CZ), Černý mosty (CZ), Tonya Graves & Tonny Blues Band (CZ), Stan The Man Bohemian Blues Band (CZ, SK, Skotsko), Lukáš Martinek – Blues Band (CZ), Dura & Blues Club (SK), Bluesberry (CZ), Tucet (CZ), Richard a Vladimír Tesařík (CZ), Mothers Follow Chairs (CZ), Kaderus Blues Band (CZ), Gumbo & Ondřej Konrád (CZ) |
| 6      | 15. – 17. listopadu 2001 | Holmes Brothers (USA), Jan Kořínek & Groove feat. Lorenzo Thompson (USA), Hugo Race (AU) | Irena Budweiserová, Černý mosty (CZ), Jan Spálený & ASPM (CZ), Hoochie Coochie Band (CZ), Boboš & Frozen Dozen (SK), Blues No More (CZ), B. B. Band (CZ), Blues Bujón Reunion (CZ), Lady I (CZ), Mothers Follow Chairs, David Murphy Band (USA, ČR), Peter Lipa (SK), Jiří Míža (CZ) |
| 7      | 14. – 16. listopadu 2002 | C. J. Chenier & The Red Hot Louisiana Band (USA), Louisiana Red (USA) | Radůza (CZ), Electric Blue (CZ), Silvia Josifoská & Band (SK), Ivan Hlas Trio (CZ), -123 min. (CZ), Jiří Míža (CZ), Vladimír Merta (CZ), Vlasta Třešňák (CZ), Terry Lee Hale (USA), Walkin' Blues Band (CZ), ZVA 12-28 (SK), John Crampton (GB), Sexy Mama (PL) |
| 8      | 13. – 16. listopadu 2003 | The Kinsey Report (USA), Stan The Man & Betty S. (GB, CZ, USA), Chris Thomas King (USA), Hans Theesink (NL) | Zuzana Suchánková (SK), Roadcasters (SK, CZ), Bluesweiser (SK), Blues Fools (H), Fatal Shore (GB, AUS), Ta Jana z Velké Ohrady, Ester Kočičková & Luboš Nohavica, Václav Koubek, Hana Hegerová (pro nemoc nevystoupila), René Lacko & Down Town Band (SK), Eric Wood (USA), Krausberry (CZ), Freemen (SK), Žáha (CZ) |
| 9      | 18. – 20. listopadu 2004 | Toni Lynn Washington (USA), Corey Harris & 5 X 5 Trio (USA), Harmonica Shah & Howard Glazer (USA) | Visegrad Blues Band (SK, CZ, PL, HU), Highway 61 (CZ), Vladimír Mišík & Etc… (CZ), Ján Litecký Šveda & Víťazný traktor (SK), Phaedro's Funeral (DE), Freemen (SK), Luboš Beňa Band (SK), Juha Kartano & Jonne Kulluvaara (FIN) |
| 10     | 17. – 19. listopadu 2005 | Hubert Sumlin Band (USA), Smokin' Joe Kubek Band (USA), Jimmy D. Lane Band (USA), Sugar Blue & GK Brothers Band (USA) | Spirituál kvintet (CZ), Johnny Rawls Band (USA), Strašidelný Elektrik Band (CZ), Jana Růžičková & Blues House (SK), Jiří Schmitzer (CZ), Boogie Boys (PL), Jugging Stones (HU), Jan „Tater Bug“ & Hoochie Coochie Jug Band (CZ), Veterani Zo Salon Dore (SK), Easy Street (PL), Juraj „Mojo“ Haruštiak & Blues Banda (SK), Jakub Kořínek (CZ), Michal Prokop & Friends (CZ) |
| 11     | 16. – 18. listopadu 2006 | Michael Roach (USA), Phil Guy Blues Band feat. Bruce Feiner (USA), Studebaker John (USA), Bob Margolin (USA) | Hoochie Coochie Band (CZ) a hosté, Bluesweiser (SK) a hosté, IUVENTUS Svitavy, Teenage Beat (PL), Women Blues Band (PL), Strašidelný Elektrik Band (CZ), Petra Börnerová Band feat. Zsolt Benkö (HU, SK, CZ), Paul Casey (GB), Atlantic Cable (CAN, CZ), Jarda Traband Svoboda (CZ), Phil Shöenfelt & Pavel Cingl (GB, CZ), Dr. B. Lues (CZ), Easy Street (PL), Snake Eaters (USA, CZ), Bonzo & The Resonators (SK), Nocna Zmiana Bluesa & Slawek WierzcholskI (PL) |
| 12     | 15. – 17. listopadu 2007 | Frank Morey & His Band (USA), Cephas & Wiggins (USA), Gwyn Ashton (AU), No Blues (USA, IL, NL), Joe Louis Walker (USA) | Gentlemen Singers (CZ), Michal Prokop & Framus Five (CZ), Vladimír Mišík a Etc… (CZ), Eržika & CZ Menu (CZ), Bloosers (CZ), Retro Blues (CZ), Dr. B. Blues (CZ), J. J. Band (PL), Vlasta Třešňák & Band (CZ), Terne Čhave (CZ), Gulo Čar (CZ), Gipsy.cz (CZ), Bloosers (CZ), Teenage Beat (PL), Xavier Baumaxa (CZ), Blues Session (CZ) |
| 13     | 13. – 15. listopadu 2008 | Sue Foley (CAN), Wanda Johnson & Shrimp City Slim Blues Band (USA), Curtis Salgado Band (USA), James Cotton Blues Band (USA) | Alfa Gospel Praises (CZ), Luboš Andršt a hosté (Energit, Michal Prokop, Radim Hladík, Jan Hrubý, Michal Pavlíček ad.), Jack Cannon (HU), Retro Blues (CZ), Silvia Josifoská Band (SL), Trevor Hansbury & Thomas Schied (IR, DE), Scigani (PL), Peťa Korman Hot Jazz (CZ), Ondřej Pivec Quartet (CZ), Rudy Linka (USA), Kulturní úderka (CZ), Bloosers (CZ), Sestry Steinovy (CZ), Bluesberry (CZ) |
| 14     | 12. – 14. listopadu 2009 | Paul Lamb & The King Snakes (UK), Zac Harmon & Diunna Greenleaf & Gregg Wright (USA), Lurrie Bell & His Chicago Blues Band (USA) | Petra Poláková–Uvírová & Mothers Follow Chairs (CZ), Koko Taylor Tribute Band feat. Hanka Říhová (CZ), Petra Börnerová Band & Miloš Železňák (CZ, SK), Hanka Dundrová & Trouble Heroes (CZ), Gospel Limited (CZ), Jack Cannon (HU), Hoodoo Band (PL), Abigail Ybarra (CZ), 2Wings feat. Blanka Šrůmová a hosté (CZ), Marcel Flemr Blues Band (CZ), Jiří Míža (CZ), Stoker One Man Band (CZ), Circus Ponorka (CZ), Kulturní úderka (CZ), Longital (SK), Dave Arcari (UK) |
| 15     | 18. – 20. listopadu 2010 | Gary Lucas (GB), Corey Harris (USA), No Blues (ISR, NL, USA), Johnny Winter (USA), The California Honeydrops (USA) | Ondřej Konrád & Gumbo (CZ), Boogie Boys (PL), Karen Carrol & Mississippi Grave Diggers (HU, USA), Ladě (CZ), ZVA 12-28 Band (SK), St. Johnny & The Sinners (CZ), Pat Fulgoni & Lukáš Martinek Band (GB, CZ), Johnny Mars & Michael Roach (USA), Jana Šteflíčková (CZ), Žofie Kabelková (CZ), Terezie Palková (CZ), Martina Trchová Trio (CZ), The Roosevelt Houserockers (AT), Juwana Jenkins & The Mojo Band (USA, CZ), Justin Lavash (GB) |
| 16     | 16. – 19. listopadu 2011 | Kenny Wayne Shepherd (USA), Hokie Joint (GB), Juju Band – Justin Adams & Juldeh Camara (GB, Gambie), Pat Smillie Band (USA), Guitar Shorty (USA) | Marcel Flemr & Lukáš Martinek (CZ), Macmaster And Hay (Skotsko), Louisiana Alley (USA,CZ), Around The Blues (PL), Zuzka Suchánková (SK), Boogie Chilli (PL), United Cans Unlimited (CZ), The Spermbankers (NL, FIN, CZ), Please The Trees (CZ), Kŕdeľ divých Adamov (SK), Mátyás Pribojszki Band (HU) |
| 17     | 15. – 17. listopadu 2012 | Jim Campilongo (USA), Shemekia Copeland (USA), Moreland & Arbuckle (USA), Eric Bibb & Habib Koité (USA, Mali), Lucky Peterson (USA), Hugo Race & The Fatalists (AUS) | Paul Batto Jr. (SI), Michal Prokop & Framus Five (CZ), Vladimír Mišík & Etc… (CZ), The Kingsize Boogiemen (CZ), Mississippi Big Beat Band (HU), Rolling Stones 50 Anniversary Band (SK), Juicy Band (PL), Low Society (USA) |
| 18     | 14. – 16. listopadu 2013 | Earl Thomas & His Band (USA), The Golden State – Lone Star Revue feat. Mark Hummel, Anson Funderburgh & Little Charlie (USA), Rick Estrin & The Nightcats (USA), Walter Wolfman Washington & The Roadmasters (USA) | Los Agentos (PL), Druhá tráva (CZ), Mystery Gang (HU), Seventh Weapon (SK), Steve Walsh (USA, CZ), Orchester Ivana Tomoviča (SK), Przytula & Kruk (PL), Justin Lavash Duo (GB, CZ), Heymoonshaker (GB), Jana Štromská & Diana Winklerová (CZ), Broken Harp (CZ), Michal Müller (CZ), Tex Napalm & Dimi Dero (DE, FR), Kill the Dandies! (CZ), Jerguš Oravec Trio (SK), Paul Lamb & The Houserockers (GB, AT), Tere Estrada (MEX) |
| 19     | 14. – 16. listopadu 2014 | Mud Morganfield (USA), Big Bill Morganfield (USA), John Németh (USA), Mike Zito & Samantha Fish & The Wheel (USA), Otis Taylor Band (USA) | Marcel Flemr Band (CZ) a hosté: Kaia Brown (USA), Erich Boboš Procházka (SK) a Jan Švihálek (CZ), Hoochie Coochie Band (CZ), Jamie Marshall's Amplified Acoustic Band (GB), Jimmy Bozeman & Lazy Pigs (USA), Phil Shoenfelt & David Babka (GB, CZ), Electric Lady (CZ), Bill Barrett & Ryan Donohue (USA), Black River Bluesman & Bad Mood Hudson (FIN), Thorbjørn Risager & The Black Tornado (Norsko), Suzie Stapleton (AU), Sarah & The Adams (CZ), Moonshine Howlers (CZ), Bluesraiders (SK), Georg Schroeter & Marc Breitfelder Trio (DE), The Cyborgs (IT)                                                                              |
| 20     | 12. – 14. listopadu 2015 | Warren Haynes (USA), The Record Company (USA), Peter Karp & Sue Foley Band (USA), Studebaker John (USA), Bob Margolin & Mike Sponza Band (USA, IT) | Jan Galach Band (PL), Linwood Lee Taylor Trio (USA), Ladě (CZ), Bluesberry (CZ), Jan Spálený & ASPM (CZ), Luboš Andršt Blues Band & Dani Robinson (CZ, USA), Ondřej Havelka & Melody Makers (CZ), Jiří Suchý (CZ), The Kingsize Boogiemen (CZ), Jakub Kořínek (CZ), Jack Cannon (HU), Przytula & Kruk (PL), Joanna Knitter Blues And Folk Connection (PL), Roman Pokorný & Mátyás Pribojszki (CZ, HU) |
| 21     | 16. – 19. listopadu 2016 | Roland Tchakounté Band (Kamerun, FR), Maria Muldaur & Her Red Hot Bluesiana Band (USA), Shaun Booker & Jonn Del Toro Richardson (USA), Duke Robillard (USA), Slam Allen (USA), John Fairhurst (GB), Nikki Hill (USA) | The Again (CZ), Sharrie Williams & Band (USA), Erich Boboš Procházka & Marek Wolf (SK), Dura And Blues Club feat. Fedor Frešo (SK), The Bladderstones (CZ), Silvia Josifoska & Blues Laboratory (SK), Zuzana Dumková Band (CZ), Jana Koubková (CZ), Blanka Šrůmová, Jan Sahara Hedl a Něžná noc (CZ), Marek Piowczyk Trio (PL), Alo Trio Band (CZ), Dirty Deep (FR) |
| 22     | 16. – 18. listopadu 2017 | Jonny Lang (USA), The Blues Harp Explosion Feat. Billy Branch, James Harman & Magic Dick (USA, GB), Eric Bibb (USA), Mr. Sipp (USA), Nick Schnebelen Band (USA), John Medeski's Mad Skillet (USA), Zac Harmon (USA), Hugo Race & Michelangelo Russo (AUS, IT), Jane Lee Hooker (USA)                                                                                               | Phil Shoenfelt & Southern Cross (GB,CZ), Slawek Wierzcholski i Nocna Zmiana Bluesa (PL), Hot Tamales Trio (PL), Will Johns (GB), Slovak Blues Project (SK), Bex Marshall Blues Band (GB, CZ), Petra Börnerová Trio (CZ), Jan Martinek, Lukáš Martinek & Jan Martinek Jr. (CZ), Vladimír Mišík a rodina (Nechte zpívat Mišíky) (CZ), Cheap Tobacco (PL) |
| 23     | 15. – 17. listopadu 2018 | Joan Osborne (USA), Ana Popović (USA), Joe Louis Walker (USA), Fantastic Negrito (USA), Southern Avenue (USA), Rev. Sekou (USA), North Mississippi Blues Project feat. RL Boyce, Kenny Brown & Robert Kimbrough (USA), Welch Ledbetter Connection (USA), Tamikrest (Mali), The Rick Derringer Band (USA)                                                                           | Jan Fic (CZ), Luboš Andršt & Energit (CZ), Four In Blue (CZ), Kel Do Nascimento (Brazílie, CZ), King Bee (CZ, GB), Mikoláš Chadima & Inrou (CZ), Svatopluk & Sváťa Karásek (CZ), ZVA 12-28 Band feat. Tomasz Kruk (SK, PL), Mississippi Mixtape (SK) |
| 24     | 14. – 16. listopadu 2019 | Lizz Wright (USA), Doyle Bramhall II (USA), Marcia Ball (USA), Watermelon Slim (USA), Beaux Gris Gris & The Apocalypse (USA, GB), Ronnie Baker Brooks (USA), Zach Day (USA), Catfish (GB), Kenny Neal Band (USA) | Tony Bigmouth Pearson (SK), Gwenifer Raymond (GB), Jan Fic, Martin E. Kyšperský ad. (CZ), Forsal (PL), Dirty Deep (FR), Vertigo (CZ), Jaromír Honzák Quintet (CZ), Muff (CZ), Silesian Hammond Group (PL), Noah Wotherspoon Band (USA) |
| -      | 13. – 14. listopadu 2020 | Živé koncerty byly z důvodu pandemie koronaviru zrušené, konaly se pouze náhradní online přenosy vystoupení. (Mezi původně ohlášené hvězdy patřily např. Lil´Ed & The Blues Imperials (USA), John Primer (USA), Bernard Allison (USA), Corey Dennison Band (USA), Jontavious Willis (USA), Pee Wee Ellis Funk Assembly (USA), The Bruce Katz Band with Giles Robson (USA, GB) ad.) | V online přenosech vystoupili: Hans Theessink (NL), Noro Červenák (SK), Jamie Marshall (GB), Jiří Míža (CZ), Justin Lavash (GB), Charlie Slavík (CZ), Jack Cannon Band (HU), Jana Šteflíčková (CZ), Marek Hlavica (CZ), Jakub Kořínek (CZ), Petr Ostrouchov (CZ), Jazz Q (CZ), Giles Robson (GB), Juraj Turtev (SK), Phil Shoenfelt (GB), Miroslav Kašpar (CZ), James Harries (GB), František Javůrek (CZ), Jan Fic (CZ), Pat Fulgoni's Blues Experience (GB), Petr Bublák (CZ), The Spermbankers (CZ), Jan Švihálek (CZ), November 2nd (CZ)                                                                                                  |
| 25     | 11. – 13. listopadu 2021 | Rick Estrin & The Nightcats (USA), Lil´Ed & The Blues Imperials (USA), John Primer & The Real Deal Blues Band (USA), Hans Theessink (NL), The Bruce Katz Band & Giles Robson (USA, GB), Kirk Fletcher (USA) | Jumping Matt & His Combo (HU), Pat Fulgoni Blues Experience (GB), Míra Kašpar (CZ), Jiří Míža (CZ), Jakub Kořínek (CZ), Broken Harp (CZ), Jan Řepka (CZ), Vladimír Merta (CZ), Jarda Svoboda (CZ), Foxy Mama (CZ), The Muddlers (PL), Full Flavour Orchestra (CZ), Black River Delta (SWE), Beans And Bullets (CZ), Elijah Wald (USA), Marcus Bonfanti Band feat. Paddy Milner (GB) |
| 26     | 17. – 19. listopadu 2022 | Ana Popović (USA), Anthony Geraci & The Boston All-Stars (USA), Popa Chubby (USA), Jontavious Willis (USA), Delvon Lamarr Organ Trio (USA), Etta James Celebration feat. Dana Gillespie, Robbin „The Soul-Shaker“ Kapsalis, Alice Armstong, Daria Biancardi (USA, GB, IT) | Carolyn Wonderland (USA), Dustin Arbuckle And The Damnations (USA), Muddy What? (DE), Black River Delta (SWE), Muddy Gurdy (FR), Ally Venable (USA), Pocta Janu Spálenému (CZ), Jan Spálený a ASPM (CZ), Martina Trchová (CZ), Max And Veronica (IT), Tea Jay Ivo (CZ), Steven's (CZ), Black Pin (POL), Dazed And Confused (CZ), The King Size Boogiemen (CZ), Phil Schoenfelt & David Babka (USA, CZ), Levi (POL), The Turtev Brothers (SK), Justin Lavash (GB), Orchester Ivana Tomoviča (SK), The Peanuts (CZ), Dura & Blues Club (SK), Hoochie Coochie Band (CZ)                                                                          |
| 27     | 16. – 18. listopadu 2023 | G. Love & Special Sauce (USA), Robert Finley (USA), Tommy Castro & The Painkillers (USA), Alvin Youngblood Hart’s Muscle Theory (USA), Bernard Allison (USA) | Dazed And Confused (CZ), Dark Leaves (CZ), Krissy Matthews (GB), Jimmy Carpenter Band (USA), Chicago Blues Festival feat. Marquise Knox, Dexter Allen, and Lady A (USA), Noa & The Hell Drinkers (ES), Kara Grainger (AU), Gravelroad (USA), Jan Martinek 70 (CZ), The Bladderstones (CZ), Jana Štromská (CZ), Circus Ponorka (CZ), James Harries (GB), Readymade Backsliders (CZ), Black Pin (CZ), Jakub Noha + Petr Bublák (CZ), Michal Prokop Trio (CZ), Boogie Beasts (BE), Cold Licks (CZ), Steven’s (CZ), Delgres (FR), Jan Fic (CZ), Keith & Mick Tribute Band (CZ), Shaggy Dogs (FR), Memphissippi Sounds (USA)                       |
| 28     | 14. – 17. listopadu 2024 | The Devon Allman Project (USA), Eric Bibb (USA), Albert Castiglia (USA), Kent Burnside (USA), Chuck Prophet & The Cumbia Shoes (USA), Chicago Blues Festival feat. Stephen Hull & Dave Herrero & Sheryl Youngblood (USA), Legends of Chicago Blues feat. Oscar Wilson, Jimi Primetime Smith & Bob Corritore (USA), The Courettes (DNK, BRA)                                        | Early James (USA), Luke Winslow King feat. Roberto Luti (USA, IT), Marco Bartoccioni (IT), Hugo Race & Michelangelo Russo (AU, IT), Dave Arcari (GB), Ben Prevo (USA), Jörg Danielsen (AUS), Robbert Duijf Band (NL), Mirek Kemel Trio (CZ), The Bad Week (RS), Kiero Grande (SR), Robert Kordylewski Trio (PL), Three for Silver (USA), Cold Licks (CZ), Dark Leaves (PL), Readymade Backsliders (CZ, NL, USA) pozn. ohlášená Jana Koubková z důvodu nemoci nevystoupila, pouze pozdravila diváky přes telefonní spojení, náhradní koncert odehrálo trio Martin Kratochvíl (CZ), Tony Ackerman (USA) & Joe Kučera (CZ) a poté skupina Jazz Q |